# Jan-Kees Wiebenga
Jan Gerco Cornelis (Jan-Kees) Wiebenga (Haarlem, 6 april 1947) is een Nederlands politicus voor de VVD. Van 1 januari 2017 tot 1 januari 2021 was hij voorzitter van de Kiesraad. Daarvoor was hij achtereenvolgens gemeenteraadslid, burgemeester van Eelde, lid van de Eerste en Tweede Kamer en van het Europees Parlement en lid van de Raad van State.

## Loopbaan

### Opleiding en studie
Wiebenga was een zoon van Dolf Wiebenga (1918-1977), later hoogleraar ziekenhuiswetenschappen, en jkvr. drs. Maria Elisabeth von Winning (1924-2019), telg uit het geslacht Von Winning. Na de basisschool en het gymnasium-b in Eindhoven te hebben gevolgd, verhuisde Wiebenga in 1965 naar Leiden om aldaar zijn studie Nederlands Recht aan te vangen. Al vroeg tijdens zijn studie raakte Wiebenga geïnteresseerd in de politiek, gezien zijn aanmelding in 1966 als lid van de VVD. Na zijn voorzitterschap van de Nederlandse Studenten Raad in 1968 werd hij van 1969 tot 1971 vicevoorzitter van de JOVD, de jongerenafdeling van de VVD, en van 1970 tot 1972 was hij president van de Wereldfederatie liberale jongeren. In 1971 was hij lid van de Koninkrijksdelegatie naar de Algemene Vergadering van de Verenigde Naties. Wiebenga rondde in 1971 zijn studie succesvol af.

### Gemeentepolitiek en Eerste Kamer
In maart 1971 werd Wiebenga gekozen in de gemeenteraad van zijn toenmalige woonplaats Leiden. Hij zou dit slechts tot augustus 1973 blijven, maar was van januari tot augustus 1973 wel fractievoorzitter van de VVD in de raad. Op 1 augustus 1973 trad Wiebenga aan als burgemeester van de Drentse toenmalige gemeente Eelde waarmee hij op 26-jarige leeftijd de jongste burgemeester van Nederland werd. Hij zou daar burgemeester blijven tot zijn verkiezing in de Tweede Kamer in 1982.
In 1977 trad Wiebenga toe tot de partijraad van de VVD, en werd hij door Groep II (Gelderland, Overijssel, Groningen en Drenthe) gekozen in de Eerste Kamer der Staten-Generaal. In 1981 werd hij herkozen, maar hij legde zijn functie neer na zijn verkiezing in de Tweede Kamer. In de Eerste Kamer hield hij zich vooral bezig met Binnenlandse Zaken en maatschappelijk werk. Hij maakte ook deel uit van het Des Indes-beraad.

### Tweede Kamer
Per september 1982 werd Wiebenga gekozen als volksvertegenwoordiger in de Tweede Kamer der Staten-Generaal, waarop hij ontslag nam als burgemeester en Eerste Kamer-lid. Hij zou dit blijven tot de verkiezingen van 1994; kort daarna zou hij in het Europees Parlement gekozen worden. Binnen de Tweede Kamer-fractie van de VVD heeft Wiebenga zich voornamelijk met Binnenlandse Zaken beziggehouden. Zo was hij woordvoerder voor Binnenlandse Zaken (net als in de Eerste Kamer), minderhedenbeleid en Antilliaanse Zaken. Als dusdanig was hij van september 1986 tot september 1991 ondervoorzitter van de vaste commissie voor Binnenlandse Zaken en van juni 1991 tot mei 1994 voorzitter van de vaste commissie voor Nederlands-Antilliaanse en Arubaanse zaken.
Al snel na zijn aantreden in de Kamer werd Wiebenga benoemd als lid in de Staatscommissie-Biesheuvel, die zich bezighield met de vergroting van de kiezersinvloed op de regeringsvorming. Tijdens zijn periode als parlementariër diende hij initiatiefwetsvoorsellen in: in 1987 over het opstellen van gemeentelijke en provinciale planprocedures ten behoeve van het Rijk (wet in 1992) en in 1991 over het mogelijk maken om in het buitenland stembureaus in te stellen voor het stemmen per brief (wet in 1993).
Tijdens zijn periode in de Tweede Kamer werd Wiebenga onder meer lid van het curatorium van de Teldersstichting (vanaf 1991), lid van het bestuur van de Liberale internationale groep Nederland (vanaf 1993) en erelid van de JOVD (maart 1994). In 1986 werd hij benoemd als directeur van de Hollandsche Maatschappij der Wetenschappen, en in april 1990 als ridder in de Orde van de Nederlandse Leeuw. Hij heeft enige tijd Nederland vertegenwoordigd naar de Interparlementaire Unie.

### Europees Parlement
Na het verlaten van de Tweede Kamer in 1994, was Wiebenga verkiesbaar voor het Europees Parlement namens de VVD. Hij werd per juli 1994 gekozen, en zou in 1999 lijsttrekker voor de VVD zijn. Hij zou Europees parlementariër blijven tot zijn aantreden als staatsraad in 2001.
Binnen het Europees Parlement hield Wiebenga zich voornamelijk bezig met justitie/politie en binnenlandse zaken, maar in het bijzonder met immigratie- en asielbeleid. Zo diende hij in 1995 een verslag in over een Commissievoorstel inzake immigratie- en asielbeleid (waarin o.a. opgeroepen werd tot een coherent Europees beleid), in 1997 en 1998 verslagen over een Europees optreden inzake opvang en tijdelijke bescherming van ontheemden, in 1999 over strafprocedures in het kader van de Europese Unie (Corpus Juri) en in 2001 over minimumnormen waaraan de opvang van een massale stroom ontheemden moet voldoen, en maatregelen waarmee een dergelijke instroom tussen EU-lidstaten wordt verdeeld (raadplegingsprocedure). Hij was van januari 1997 tot juli 1999 ondervoorzitter van de commissie Openbare vrijheden en binnenlandse zaken.

### Na het parlementaire werk
In 2001 werd Wiebenga lid van de Raad van State en nam hij ontslag als lid van het Europees Parlement. Daarnaast is hij sinds circa 2003 lid van de commissie Europese Zaken van de VVD, voorzitter van Stichting Het Gebaar en Europa decentraal. Per 1 januari 2017 volgde hij Henk Kummeling op als voorzitter van de Kiesraad. Op 1 januari 2021 werd Wim Kuijken voorzitter van de Kiesraad.
Wiebenga is voorzitter van de Vereniging van Oud-Parlementariërs (VOP).
- Parlement.com: vg09llieijpa